# Kiss of Life (加奈崎芳太郎のアルバム)
『Kiss of Life』（キッス オブ ライフ）は、1991年10月21日に発売された加奈崎芳太郎のソロ4枚目のアルバム。

## 概要
1983年の『12th fret』以来、8年ぶりに発表されたアルバム。「WOMAN」および「GOMI」に忌野清志郎がプロデュースと演奏で参加した。レコーディングは1991年7月。

## 収録曲
全作詞・作曲、加奈崎芳太郎
1. WOMAN  (4:05)
2. 埋立地  (3:05)
3. ボーダー（漂泊）  (4:56)
4. 涙が止まらない  (1:04)
5. 君に会いたい  (5:10)
6. Knife  (2:10)
7. #0(ZERO)  (4:48)
8. オヤジのオートバイ  (4:20)
9. 天然の進化  (5:37)
10. GOMI  (4:21)
11. I'm Sorry  (4:29)
12. My Life  (5:25)
13. もう眠れる  (4:47)

## アーティスト
- 加奈崎芳太郎（ボーカル、ギター、コーラス）
- 忌野清志郎（ウクレレ、エレキベース、オルガン、コーラス、 パーカッション、ハーモニカ）
- 小林（リンコ）和生（エレキベース、骨ベース）
- 栗山豊二（パーカッション）
- バイソン片山（ブラシスネア）
- 中曽根章友（ホース）

## スタッフ
- プロデューサー：加奈崎芳太郎、忌野清志郎
- ディレクター：伊藤明夫